# Rode bosgems
De rode bosgems (Capricornis rubidus) is een zoogdier uit de familie van de holhoornigen (Bovidae). De wetenschappelijke naam van de soort werd voor het eerst geldig gepubliceerd door Blyth in 1863.

## Voorkomen
De soort komt voor in noordelijk Myanmar.